# Fasi
Fasi (in greco antico: Φάσις?, Phásis) è nella mitologia greca una divinità fluviale della Colchide.

## Mitologia
Si narra che fosse figlio di Elio e dell'Oceanina Ocirroe.
Sorprese la madre in flagrante adulterio e la uccise. Inseguito dalle Erinni si gettò nel fiume chiamato fino ad allora Arturo e che dopo questo evento prese il nome di Phasis. 

Oggi lo stesso fiume ha il nome di Rioni e scorre in Georgia.
Secondo Valerio Flacco, il dio cercò di insidiare la ninfa Ea che chiese aiuto agli dei che la trasformarono in un'isola.